# Диалог о двух системах мира
«Диалог о двух главнейших системах мира» (итал. «Dialogo sopra i due massimi sistemi del mondo», лат. «Systema cosmicum») — главное сочинение Галилея, итог почти 30 лет научной работы, одна из ключевых вех в коперниковской революции. Опубликовано в начале 1632 года во Флоренции с посвящением великому герцогу Фердинанду II.
Книга представляет собой диалог между тремя любителями науки: коперниканцем Сальвиати, нейтральным участником Сагредо и «простаком» Симпличио, твердящим замшелые постулаты Аристотеля и Птолемея. Автор воздерживается от суждений о том, какая система мироздания истинна — геоцентрическая (Птолемеева) или гелиоцентрическая, но вложенные в уста Сальвиати аргументы в пользу последней говорят сами за себя.
По завершении в марте 1630 года книга была представлена на рассмотрение папскому цензору Риккарди. Тщетно прождав решения в течение целого года, Галилей вычеркнул из трактата наиболее смелые пассажи, предпослал ему вступительное слово о своём намерении развенчать «заблуждения коперниканцев» и переслал рукопись во Флоренцию цензору великого герцога Тосканского. В таком виде рукопись прошла цензуру инквизиции (летом 1631 года).
Один из первых экземпляров книги Галилей преподнёс 22 февраля 1632 года своему покровителю Фердинандо II Медичи. Ещё тридцать экземпляров он разослал видным прелатам, которые восприняли такой подарок с недоумением. В отличие от большинства научных трактатов XVII века, книга была написана не на учёной латыни, а на общедоступном итальянском языке, что усиливало её «подрывной» эффект: с крамольными взглядами Коперника отныне могли ознакомиться все желающие.
Ознакомившись с трактатом, папа Урбан VIII немедленно узнал себя в Симпличио (хотя в реальности прототипом этого персонажа, по-видимому, служил Чезаре Кремонини, отказывавшийся взглянуть на небо в Галилеев телескоп) и инициировал преследование Галилея инквизицией. В 1633 году вышел запрет на публикацию в католических странах новых сочинений Галилея, а «Диалог» был помещён в Индекс запрещённых книг, в котором оставался на протяжении 200 лет (до 1835 года).
При этом в Голландии и других протестантских странах продолжал печататься латинский перевод трактата (лат. «Systema cosmicum»), который (по просьбе автора) выполнил в 1635 году Маттиас Бернеггер  .
Большую известность в дальнейшем получил впервые сформулированный в «Диалоге» принцип относительности:
Для предметов, захваченных равномерным движением, это последнее как бы не существует и проявляет своё действие только на вещах, не принимающих в нём участия.

## Публикации
- Первое издание трактата (Флоренция, 1632)
- Галилео Галилей. Диалог о двух системах мира. — М.—Л.: ГИТТЛ, 1948. — 147 с.
- Тексты по теме Диалог о двух главнейших системах мира в Викитеке  (итал.)